# Roc de la Sentinella
El roc de la Sentinella és una muntanya de 1.400,9 metres situada entre el municipi de Maçanet de Cabrenys, de l'Alt Empordà, i la comuna dels Banys d'Arles i Palaldà, al Vallespir (Catalunya del Nord).
És a l'extrem de migdia del terme dels Banys d'Arles i Palaldà i al septentrional del de Maçanet de Cabrenys, a la mateixa carena dels Pirineus. És a prop al sud-oest del Roc de la Campana i al nord-est de les Collades.